# Aittosaari (ö i Kajanaland, Kajana, lat 64,44, long 27,44)
Aittosaari är en ö i Finland. Den ligger i sjön Kivesjärvi och i kommunen Paldamo i den ekonomiska regionen  Kajana ekonomiska region  och landskapet Kajanaland, i den centrala delen av landet, 500 km norr om huvudstaden Helsingfors. Öns area är 2 hektar och dess största längd är 270 meter i nord-sydlig riktning.